# Guerra de Torstenson
La guerra de Torstenson, también conocida como guerra o controversia de Hannibal fue un conflicto que tuvo lugar entre 1643 al 1645 entre Suecia y Dinamarca y Noruega, durante el ocaso de la guerra de los Treinta Años. El nombre de la contienda hace mención de los generales Lennart Torstenson (de Suecia) y Hannibal Sehested (de Dinamarca y Noruega).
Dinamarca que se había retirado del conflicto en 1629, tras la firma del Tratado de Lübeck, sufrió una importante derrota. En el segundo Tratado de Brömsebro en 1645, las autoridades danesas se vieron forzadas a renunciar a parte de su territorio y condonar los aranceles de Øresund a las autoridades noruegas y suecas.

## Trasfondo
Durante la guerra de los Treinta Años, el Imperio sueco ha tenido éxito frente a los demás ejércitos imperiales en Alemania y otras victorias importantes bajo el mando de Gustavo II Adolfo y el conde Axel Oxenstierna (hasta su fallecimiento). En aquel entonces la soberanía sueca estaba amenazada por Dinamarca y Noruega, la cual había rodeado dicho territorio desde el sur (Blekinge, Escania y Halland) y oeste (Bohuslän) hasta el noroeste (Jämtland). Otro factor determinante en este conflicto fue los aranceles en el estrecho de Øresund.
En la primavera de 1643 el Concejo Monárquico sueco determinó que Dinamarca les había ganado bastante terreno. Posteriormente el conde diseñaría un plan de guerra dirigido contra posiciones danesas a partir de mayo.

## Inicio
El mariscal de campo Lennart Torstensson recibió la orden de marchar hacia Dinamarca. Las fuerzas suecas entraron en Holstein el 12 de diciembre y a finales de enero de 1644 tomaron el control de la península de Jutlandia. Al mes siguiente, el general Gustaf Horn ocupó la mayor parte de las provincias de Halland y Escania, no siendo así la localidad amurallada de Malmö, defendida entonces por 11 000 hombres.

## Reacciones

### Dinamarca
Este ataque pilló a los daneses desprevenidos, aunque el rey Cristián IV se mantuvo alerta y ordenó proteger algunas islas. El 1 de julio de 1644 ganó la batalla de Colberger Heide, pero sus soldados fueron derrotados en Fehmarn en octubre del mismo año frente a la flota sueco-neerlandesa. En la defensa, contó con el apoyo de las fuerzas noruegas.
Los holandeses volvieron a intervenir con una gran flota en junio de 1645: Witte Korneliszoon de Witte zarpó hacia Dinamarca el 9 del mes al frente de cuarenta y ocho navíos de guerra dotados de mil trescientos ochenta cañones que protegían a otros trescientos transportes. De Witte atravesó el estrecho de la Sonda y permitió que seiscientos cincuenta y seis buques abandonasen el Báltico sin pagar aranceles al monarca danés, que se avino de inmediato a firmar la paz. Mientras, los holandeses se habían apoderado del control del estratégico estrecho.

### Noruega
Por su parte, el gobernador general Hannibal Sehested se mostraba reticente a participar en la contienda, al igual que la población noruega, los cuales comentaban que un posible ataque a Suecia, les debilitaría frente a un contraataque. Este punto de vista chocaba con el de su suegro, Statholder Sehested, con el que creció una tensión entre los dos. A raíz, se conoció el conflicto como «guerra de Hannibal». Los daneses se preocuparon en menor medida por el sentimiento público de los noruegos cuando la soberanía danesa se encontraba amenazada. Jacob Ulfeld dio inicio a una serie de ataques contra los suecos desde Jämtland (entonces: parte de Noruega), sin embargo no se pudo evitar el avance sueco.
Sehested realizó varios preparativos para avanzar con sus propios hombres a los que se unió el ejército del militar Henrik Bjelke, pero tuvieron que cederle el paso al rey en el ataque de Gotemburgo.
En el frente noruego, Sehested atacó el recién establecido asentamiento de Vänersborg, el cual quedó destruido. También envió a sus tropas bajo las órdenes de George von Reichwein a la frontera desde Vinger a Eidskog y bajo las órdenes de Henrik Bjelke a Dalsland.

## Desenlace

Escandinavia tras el tratado de Brömsebro. Rosa: Dinamarca y Noruega; amarillo claro: Suecia; marrón: Territorio ganado por Suecia; amarillo: Halland.

Las fuerzas danesas regidas por Christián quedaron extenuadas y se vio forzado a aceptar la mediación de Francia y las Provincias unidas para la firma del tratado de paz en Brömsebro, el 13 de agosto de 1645. Esto supuso una humillación para Dinamarca y Noruega. Los suecos quedaron exentos de pagar los aranceles del estrecho de Øresund, anteriormente requisito para acceder a territorio danés por las costas bálticas.
Dinamarca y Noruega cedieron a Suecia las provincias de Jämtland, Härjedalen, e Idre y Serna; isla de Gotland y Øsel. Más adelante, se anexionaría la provincia de Halland y otros territorios por un tiempo de treinta años como garantía de estas provisiones.
El tratado también incluyó la renuncia al trono de Federico III.